# Рассыпное (Восточно-Казахстанская область)
Рассыпно́е (каз. Рассыпное) — село в Шемонаихинском районе Восточно-Казахстанской области Казахстана, административный центр Каменевского сельского округа. Код КАТО — 636845100. 

## География
Село расположено на западе Шемонаихинского района, в 12 километрах к югу от районного центра города Шемонаиха. Ближайшая железнодорожная станция Рулиха — расположена в 3 километрах к востоку от села (по дороге — 5,8 км). Соседние населённые пункты: Коневка в 2 километрах к северо-западу, Рулиха в 3 километрах к востоку. Транспортное сообщение осуществляется автомобильной дорогой республиканского значения A3 Алматы — Усть-Каменогорск — Шемонаиха — граница РФ. Высота центра населённого пункта — 322 метров над уровнем моря.

## Население
| Численность населения | Численность населения | Численность населения |
| 1989                  | 1999                  | 2009                  |
| --------------------- | --------------------- | --------------------- |
| 1288                  | ↘1193                 | ↘867                  |